# فم الخليج
فم الخليج هي شياخة من شياخات حي مصر القديمة الواقعة في جنوب محافظة القاهرة، ويعد من معالم القاهرة العريقة، ولعل أشهر معالمها سور مجرى العيون.